# NGC 4592
NGC 4592 is een spiraalvormig sterrenstelsel in het sterrenbeeld Maagd. Het hemelobject werd op 23 februari 1784 ontdekt door de Duits-Britse astronoom William Herschel.

## Synoniemen
- UGC 7819
- MCG 0-32-32
- ZWG 14.91
- IRAS 12367-0015
- PGC 42336